# Calvin Klein
Calvin Klein (født Richard Klein 19. november 1942 i Bronx, New York, USA) er en amerikansk designer af modetøj.
Calvin Klein lavede i 1968 sit eget tøjmærke med navn Calvin Klein. Calvin Klein er nok mest kendt for at lave herreundertøj, cowboybukser, designertøj og parfume, men laver bl.a. også andre slags beklædningsgenstande, smykker, makeup og sengetøj.

## Calvin Klein brands
- cK Calvin Klein
- Calvin Klein Collection (ready to wear)
- Calvin Klein (Sportstøj)
- Calvin Klein Jeans (Denim-tøj)
- Calvin Klein Golf (Golf-tøj)